# Saint-Ambroise (stanice metra v Paříži)
Saint-Ambroise je nepřestupní stanice pařížského metra na lince 9 v 11. obvodu v Paříži. Nachází se na křižovatce ulic Boulevard Voltaire, pod kterým vede linka metra, Rue Saint-Ambroise a Rue de la Folie-Méricourt poblíž kostela Saint-Ambroise.

## Historie
Stanice byla otevřena 10. prosince 1933 při prodloužení linky do stanice Porte de Montreuil.

## Název
Jméno stanice je odvozeno od názvu ulice Rue Saint-Ambroise podle kostela sv. Ambrože (Saint-Ambroise). Kostel byl vystavěn v letech 1863–1868.

## Vstupy
Stanice má dva vchody na Boulevardu Voltaire.